# シェルシェル岬沖海戦
シェルシェル岬沖海戦 （スペイン語:Batalla del cabo Cherchel）はスペイン内戦中の海戦の一つ。当時のフランス領アルジェリア、シェルシェル沖合いで反乱軍側の重巡洋艦「バレアレス」と、政府軍側の軽巡洋艦「リベルタード」、「メンデス・ヌニェス」とが交戦した。

## 経過
1937年9月2日早朝、「バレアレス」が偶然、軽巡洋艦と駆逐艦に護衛された政府軍側の船団と遭遇した。戦闘で「バレアレス」が大きな損害を受けた。船団にとって最大の脅威は「バレアレス」自体ではなかった。船団の位置が知られることで航空攻撃を受ける虞があり、それ故4隻の駆逐艦はすぐに戦闘をやめ商船の護衛を続けた。その一方、軽巡洋艦「リベルタード」と「メンデス・ヌニェス」は「バレアレス」と交戦した。「リベルタード」の攻撃で「バレアレス」は一時的に砲撃不能になった。だが、「バレアレス」は損害を修復し追跡を再開した。午後、両軍は再び出会った。「リベルタード」は「バレアレス」にさらに2発の命中弾を与え撃破した。海戦後政府軍の船は空襲を受けたが、被害はなかった。

## 両軍の部隊

### 政府軍
- プリンシペ・アルフォンソ級軽巡洋艦
  - リベルタード、メンデス・ヌニェス
- チュルカ級駆逐艦
  - レパント、アルミランテ・ヴァルデス、アルミランテ・アンティキオラ、アルミランテ・ミランダ、エスカノ、グラヴィナ、ホルヘ・ユアン

### 反乱軍
- バレアレス級重巡洋艦
  - バレアレス